# 老虎头山岗新石器遗址
老虎头山岗新石器遗址，位于中国广东省韶关市乐昌市城西三华里老虎头山西北岗，为乐昌市的一个市级文物保护单位，类型为古遗址，公布时间为1987年12月17日。
老虎头山岗新石器遗址的历史年代为新石器时代。